# Monti del Sulcis
I Monti del Sulcis sono una formazione montuosa della Sardegna meridionale. Insieme al massiccio del Monte Linas, dai quali sono separati dalla piana alluvionale del Cixerri formano il complesso dei monti del Sulcis-Iglesiente, una delle più antiche formazioni geologiche dell'isola.

## Descrizione

### Geologia

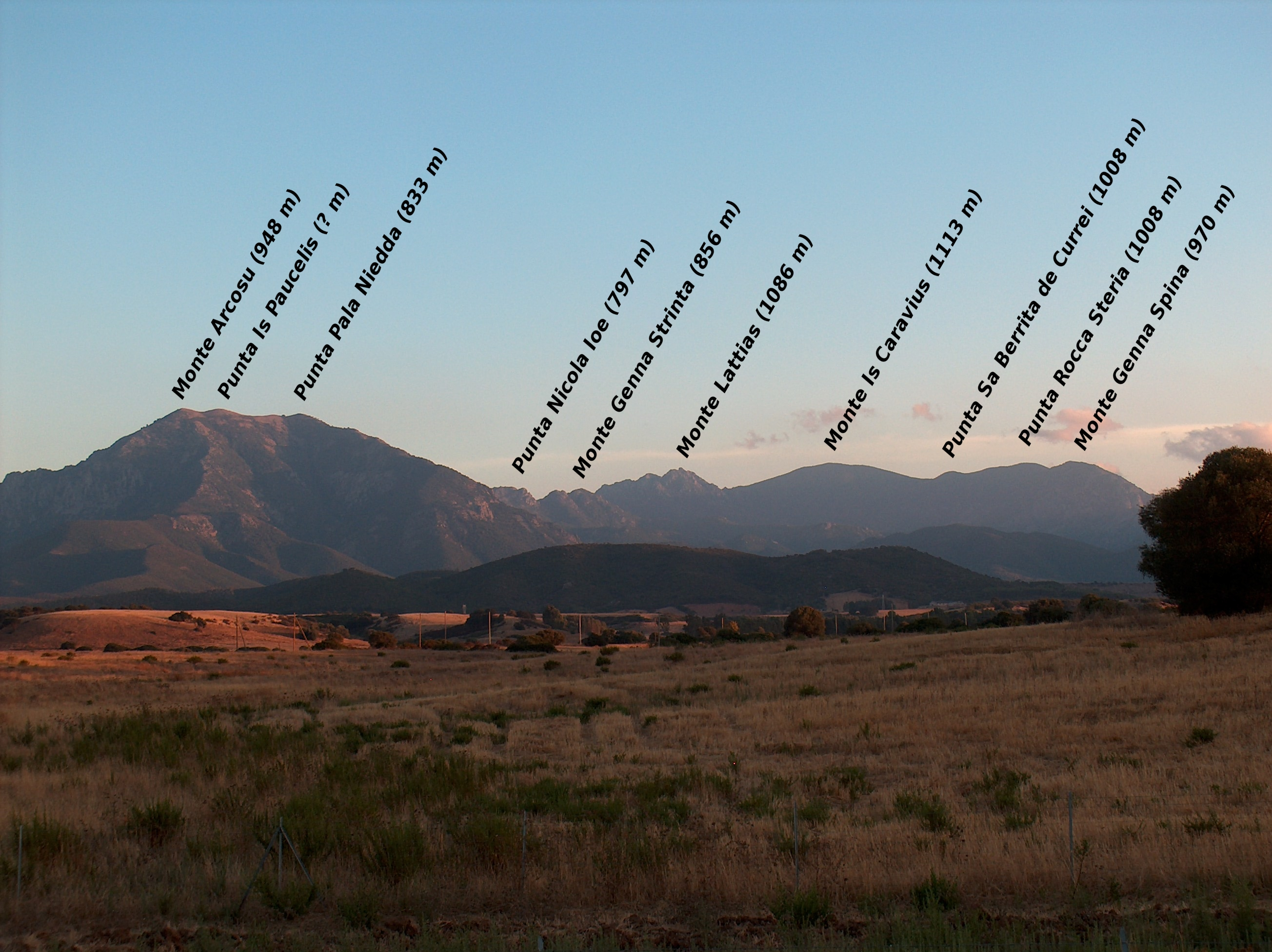
Mappatura del profilo visto da nord

La natura geologica dei monti del Sulcis è alquanto complessa a causa della sua antichissima origine che, per le prime formazioni, è datata ad oltre 600 milioni di anni fa (Cambriano). Il susseguirsi di fondamentali eventi di tettonica, intrusione magmatica, orogenesi ed erosione, ha reso questa formazione alquanto complessa ed eterogenea anche all'interno di brevi distanze. La morfologia, a testimonianza dell'antica origine, è caratterizzata dalle modeste altezze dei rilievi, che oscillano fra i 600 e i 900 metri. Solo alcune vette superano di poco i 1000 metri e rappresentano ciò che resta dell'erosione superficiale che ha risparmiato, almeno in parte, le intrusioni magmatiche e le metamorfiti originatesi prima dell'orogenesi ercinica.
La morfologia del versante occidentale è relativamente addolcita dai processi erosivi e alluvionali, con rilievi di modesta altitudine. La parte più interna e il versante orientale è più aspra e irregolare, con numerosi rilievi e valloni stretti.
Le formazioni più antiche risalgono al Cambriano e affiorano nel versante occidentale e sudoccidentale. Si tratta di depositi sedimentari di origine marina risultati da una ripetuta successione di affioramenti e inondazioni, che in seguito ha subito processi di metamorfismo. Sono qui presenti anche le più antiche formazioni carbonatiche dell'isola e fenomeni di carsismo (Grotte di Is Zuddas).
Gran parte delle formazioni sedimentarie originatesi dal Carbonifero al Permiano sono state interessate da processi di metamorfismo causati dall'orogenesi ercinica e dalla intrusione di magmi granitici. Gli eventi successivi, rappresentati dall'erosione post-ercinica e dai sollevamenti tettonici del Cenozoico hanno causato l'affioramento di intrusioni magmatiche (leucograniti) e metamorfiche (scisti) che hanno resto eterogenea e irregolare la morfologia del settore orientale.
Le formazioni pianeggianti pedemontane hanno una duplice origine: sul versante occidentale insistono quelle più antiche, risalenti al Cenozoico, originate da depositi alluvionali e, in parte, dal deposito di lave. Sul versante orientale e sudorientale si hanno invece coni di deiezione di minore estensione originati da sedimenti alluvionali del Quaternario.

### Territorio

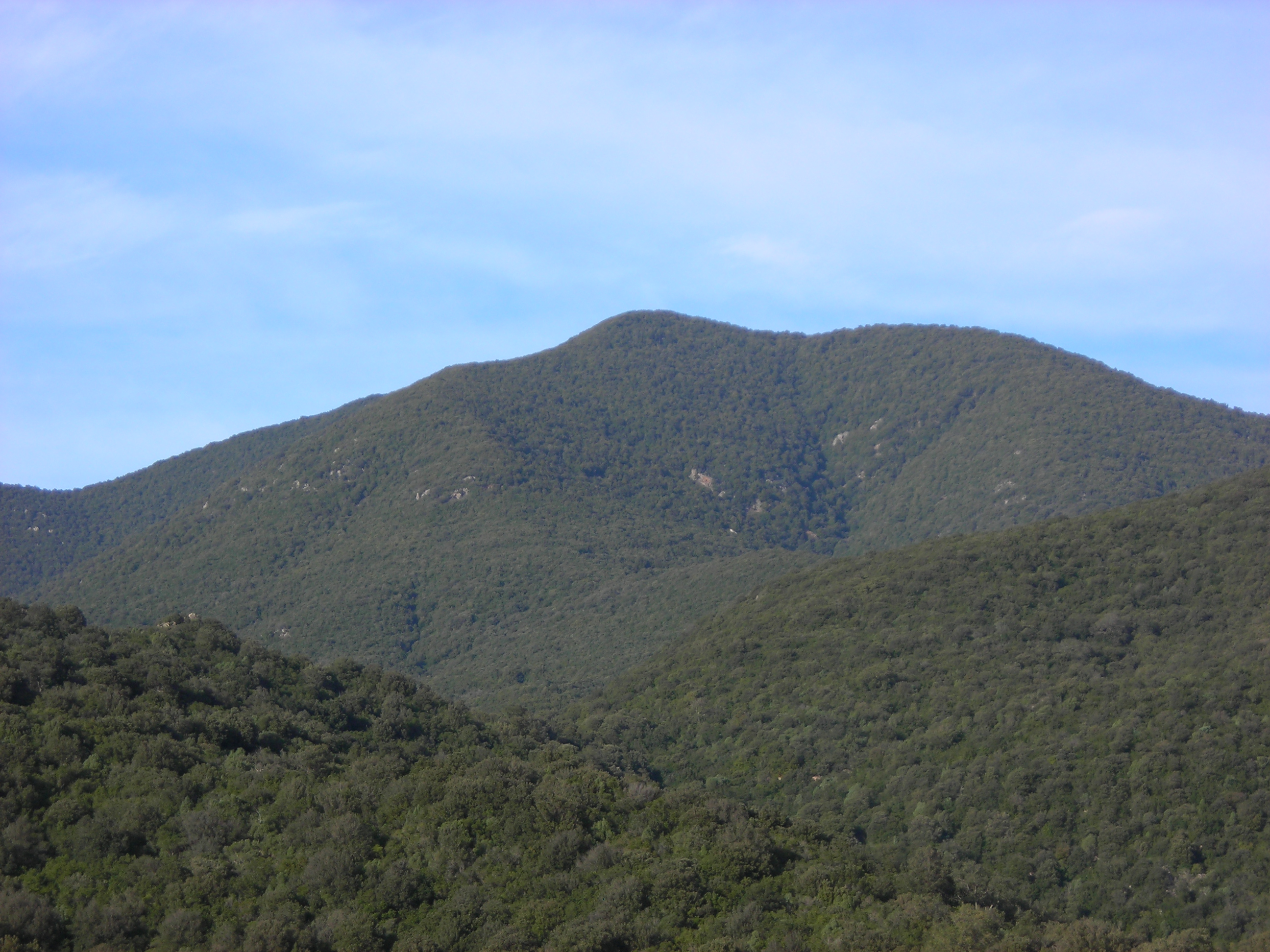
Monte Sa Mirra, visto da sudest da S'arcu Schisorgiu

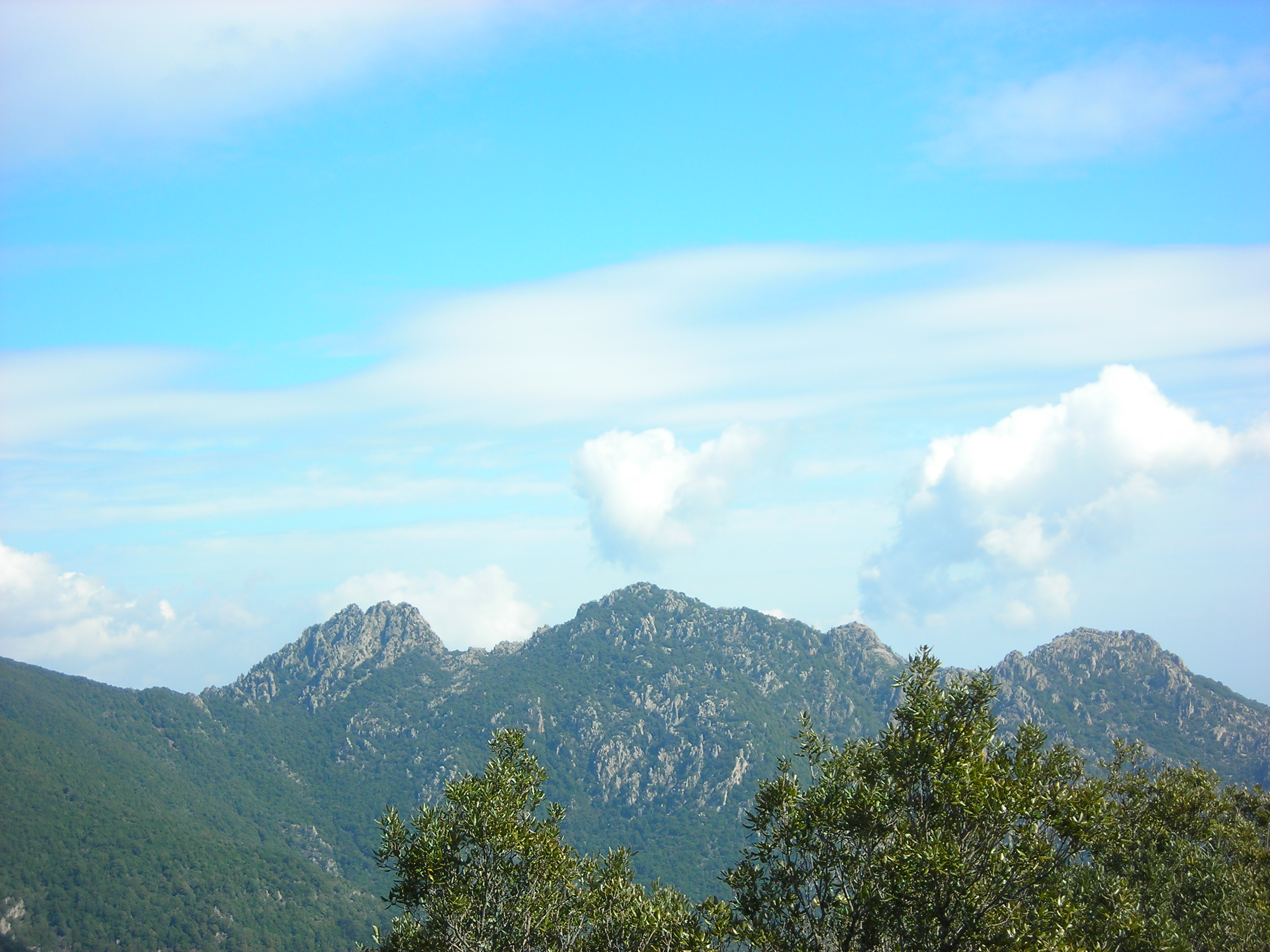
Monte Lattias, visto da sudovest dal Monte Sa Mirra

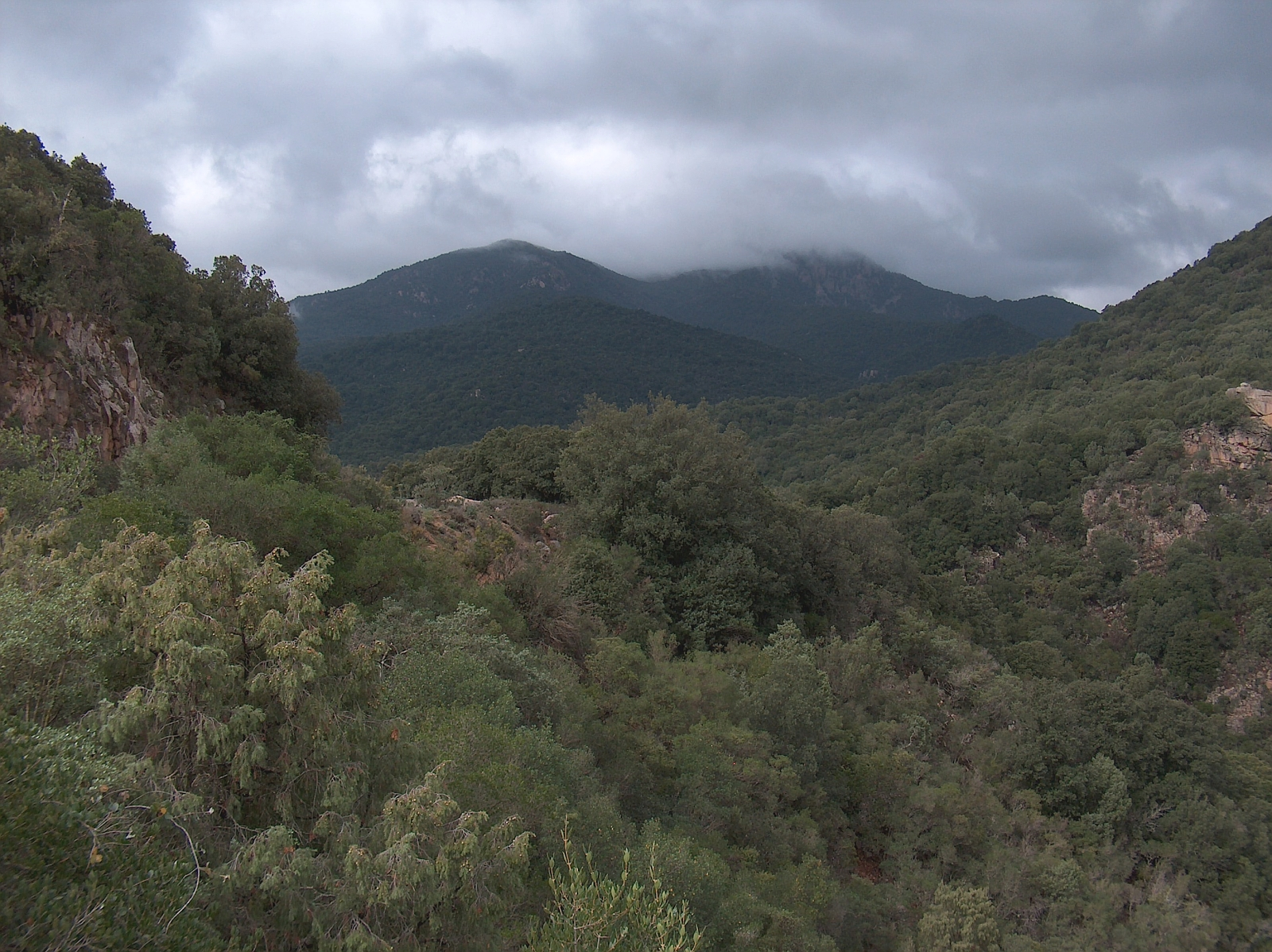
Monte Lattias, visto da est, dalla gola di Gutturu Mannu

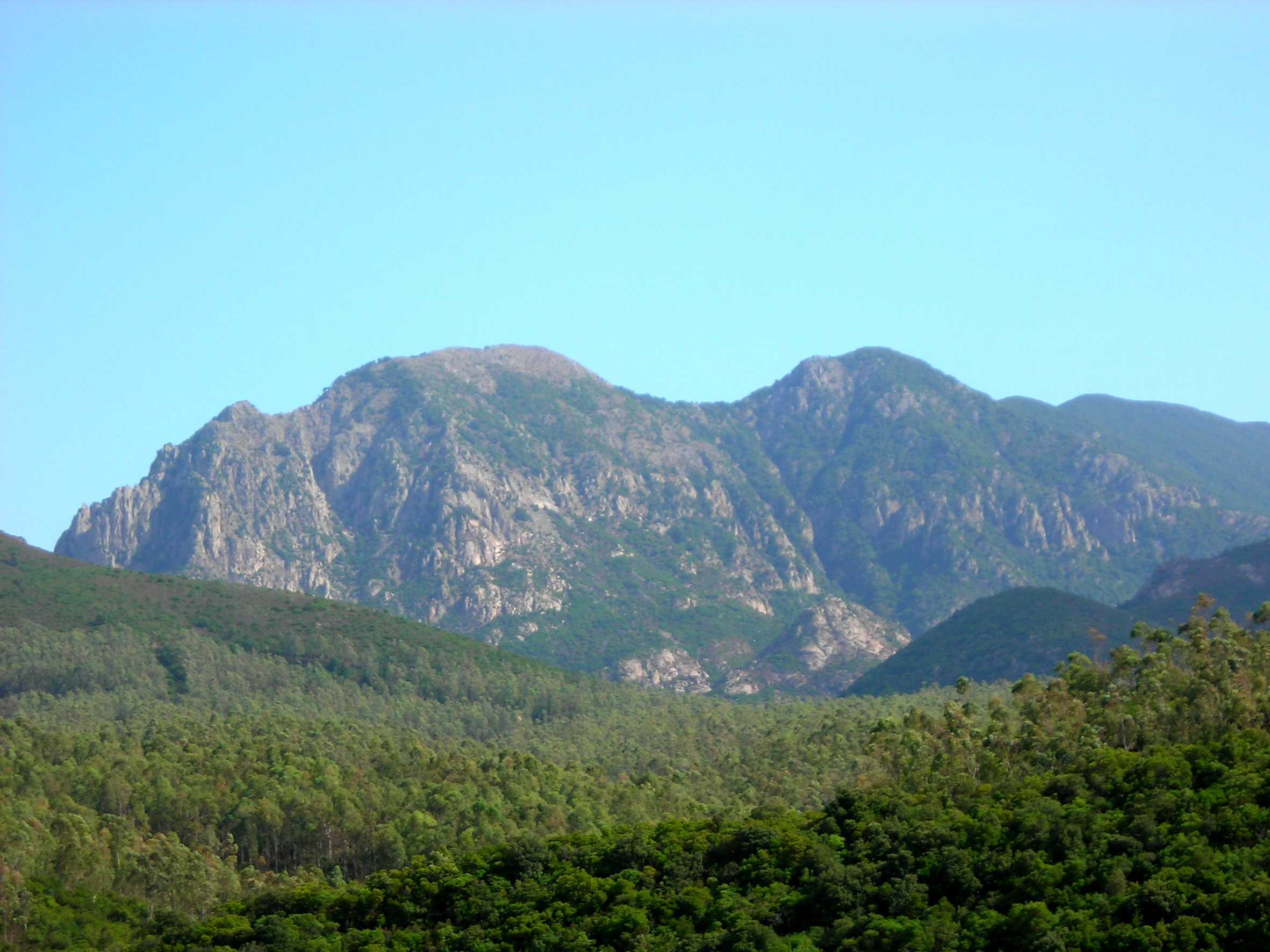
Monte Genna Spina (a sinistra) e Punta Rocca Steria (a destra) visti da ovest, dalla SS 293

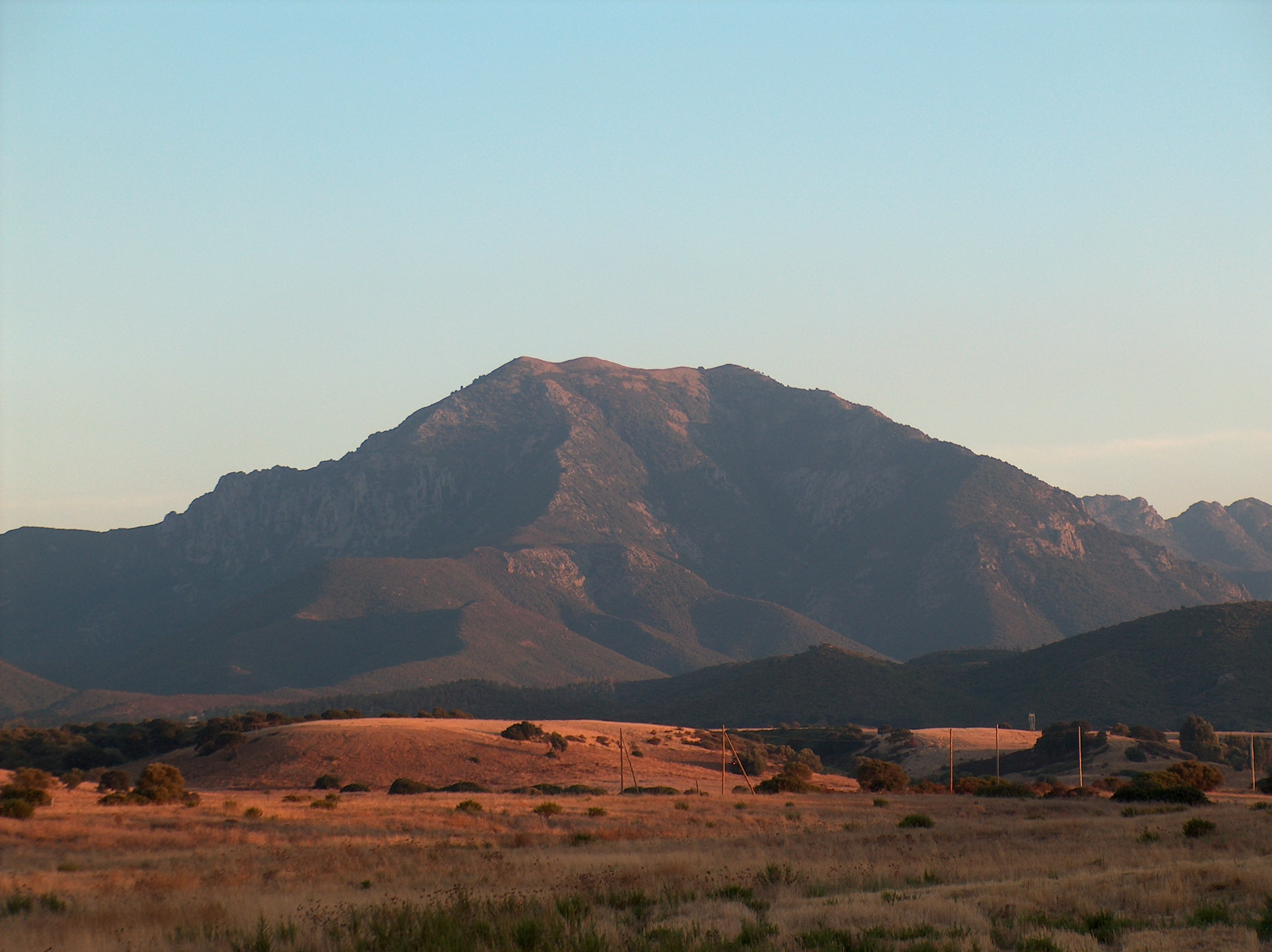
Monte Arcosu, visto da nord, presso Siliqua

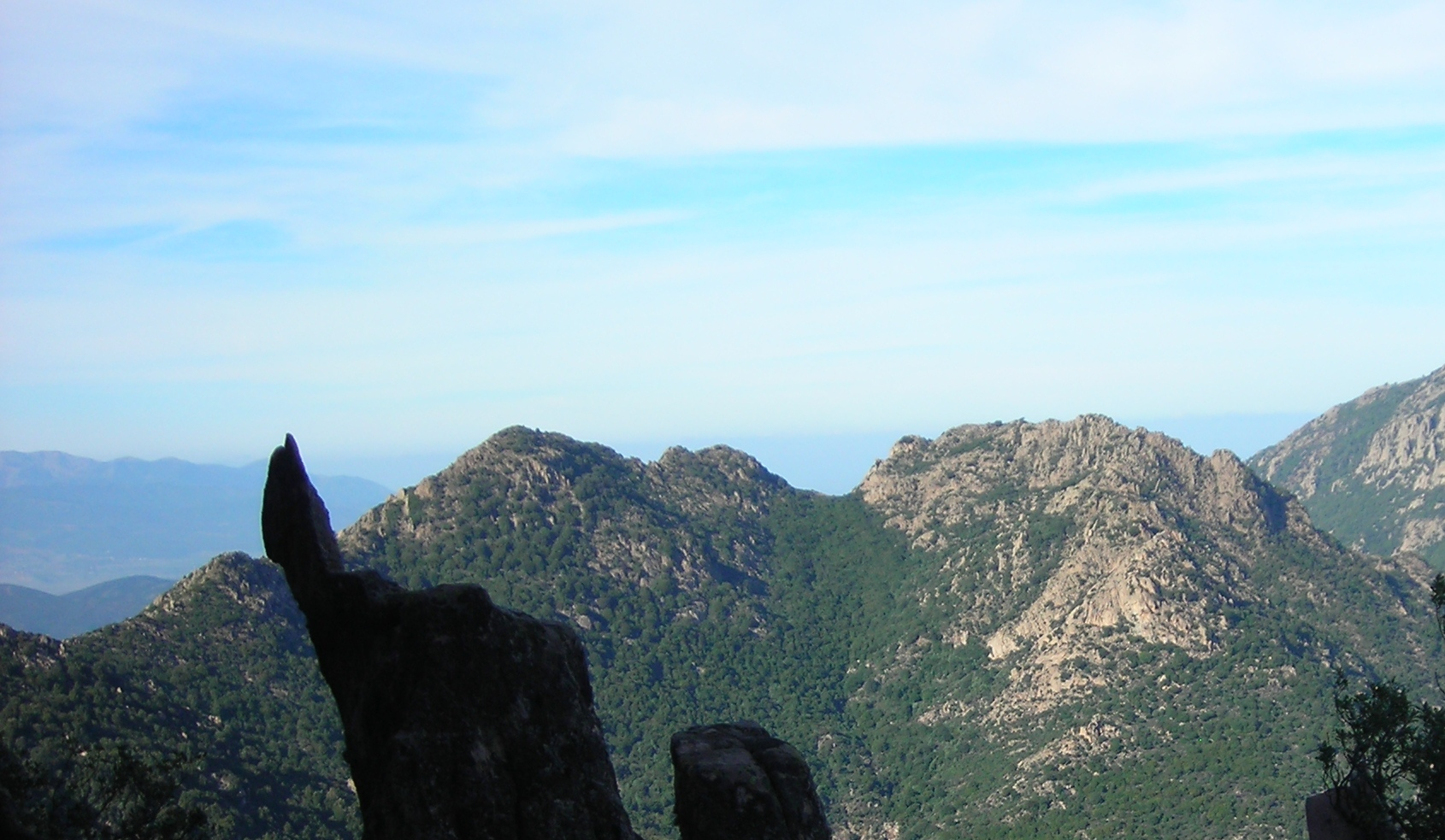
Monte Genna Strinta, visto da sud dal Monte Lattias

I rilievi montuosi sono numerosi e data l'uniformità delle altezze sono spesso nascosti, alla vista dalle pianure circostanti, dai rilievi più esterni di 5-600 metri.
Le cime più elevate sono presenti quasi tutte nei settori settentrionale, orientale e meridionale e sono di origine magmatica (leucograniti) o metamorfica (scisti del Paleozoico):
| Vetta                         | Altezza (s.l.m.) | Natura geologica                                                                                        |
| ----------------------------- | ---------------- | --- |
| Monte Is Caravius             | 1116 m           | Scisti della Formazione di Cabitza                                                                      |
| Monte Tiriccu                 | 1105 m           | |
| Punta Sa Cruxitta             | 1093 m           | Scisti della formazione di Cabitza                                                                      |
| Monte Sa Mirra                | 1087 m           | Scisti della formazione di Cabitza                                                                      |
| Monte Lattias                 | 1086 m           | Leucograniti del basamento ercinico                                                                     |
| Monte Nieddu                  | 1040 m           | Scisti della formazione di Cabitza sulla sommità e leucograniti del basamento ercinico sulle pendici    |
| Punta Maxia                   | 1017 m           | Scisti della formazione di Cabitza                                                                      |
| Sa Punta Sa Berrita de Currei | 1008 m           | Scisti della formazione di Cabitza                                                                      |
| Punta Rocca Steria            | 1008 m           | |
| Punta Sebera                  | 979 m            | Carbonati della Formazione di Gonnesa                                                                   |
| Monte Genna Spina             | 970 m            | Leucograniti del basamento ercinico                                                                     |
| Punta Allineddus              | 966 m            | |
| Monte Arcosu                  | 948 m            | Scisti della Formazione di Monte Orri sulla sommità e leucograniti del basamento ercinico sulle pendici |
| Punta Ginestra                | 918 m            | |
| Punta Codina Arcu Barisoni    | 910 m 885 m      | |
| Sa Pala Sa Grutta             | 874 m            | |
| Punta S'Ala Matta             | 870 m            | |
| Monte Santo                   | 864 m            | |
| Monte Sedda                   | 851 m            | |
| Monte Tamara                  | 850 m            | |
| Monte Genna Strinta           | 856 m            | Leucograniti del basamento ercinico                                                                     |
| Punta Spannizzadas            | 832 m            | |
| Punta Su Casteddu             | 831 m            | |
| Punta Calamixi                | 824 m            | |
| Monte Chia                    | 803 m            | |

Tutte le altre vette, hanno altezze dell'ordine di 500-700 metri e dato l'elevato numero contribuiscono a rendere estremamente variegata la morfologia.
Le vette più alte si osservano con facilità da nord, in particolare dalla piana del Cixerri, dal Medio Campidano e dai rilievi dell'Iglesiente. Per le caratteristiche forme s'individuano facilmente il massiccio monolitico del Monte Arcosu, che a nord assume un profilo trapezoidale, e le cime frastagliate del Monte Lattias. Più a ovest del Lattias s'individua il profilo anonimo, triangolare, del Monte Is Caravius, seguito dai profili addolciti di alcune vette che formano una catena che degrada dagli oltre 1000 metri ai 6-700 metri. Le formazioni più a ovest hanno un profilo più regolare e culminano con le vette del Monte Orri e di Punta Orbai.
Da est i rilievi sono ben visibili dal Cagliaritano e dai monti del Sarrabus-Gerrei. Il profilo è molto più irregolare e frastagliato e le vette, oscillanti in media tra i 500 e i 700 metri, si individuano con difficoltà. Spiccano in particolare il Monte Arcosu, che assume da questa direzione un profilo triangolare e la catena che lo collega alle cime del Lattias. Da alcuni siti s'individua il profilo del Monte Maxia.
Da sud, a causa delle breve distanza, le cime più alte e in generale tutti i rilievi interni sono pressoché nascosti dalle formazioni più esterne, rappresentate da rilievi le cui altezze oscillano tra i 5-600 metri e gli 800 metri (Punta Sa Crexia, Monte Santo di Pula, Monte Chia, ecc.)